# Bial
A BIAL é uma empresa farmacêutica portuguesa, fundada em 1924, sediada na Trofa. É um grupo farmacêutico internacional de inovação com medicamentos em mais de 50 países e cerca de 1000 colaboradores. A empresa tem como objetivo contribuir para a melhoria da qualidade de vida de todas as pessoas em todo o mundo.
A procura de novas soluções terapêuticas constitui a grande aposta da BIAL, que investe mais de 20% da sua faturação anual em I&D. As áreas de pesquisa da empresa centram-se nas neurociências, no sistema cardiovascular.
BIAL lançou o acetato de eslicarbazepina, um fármaco para a epilepsia, já comercializado nos EUA e em vários países europeus. Lançou ainda um novo tratamento para a Doença de Parkinson, opicapona, também comercializado na Europa.
BIAL é membro da European Federation of Pharmaceutical Industries and Associations (EFPIA).
BIAL tem-se distinguido também pelo apoio a inúmeras atividades de âmbito médico e científico, nomeadamente através da Fundação BIAL, que promove o Prémio BIAL e concurso de Apoios Financeiros a Projetos de Investigação Científica, reconhecidos internacionalmente.
A 25 de junho de 2024, foi agraciada com o grau de Membro Honorário da Ordem Militar de Sant'Iago da Espada.

## Incidente
No início de 2016, um ensaio clínico do BIA 10-2474 comissionado pelo laboratório BIAL ocasionou a morte de um voluntário e a hospitalização de cinco.